# Pectenocypris
Pectenocypris – rodzaj ryb karpiokształtnych należących do rodziny karpiowatych (Cyprinidae). 

## Występowanie
Rodzaj endemiczny wysp Borneo i Sumatry. 

## Klasyfikacja
Gatunki zaliczane do tego rodzaju:
- Pectenocypris balaena
- Pectenocypris korthausae
- Pectenocypris micromysticetus

Gatunkiem typowym jest Pectenocypris korthausae.